# Championnat du monde d'endurance FIA 2015
Navigation
Édition précédente Édition suivante
Le Championnat du monde d'endurance FIA 2015 est la quatrième édition de cette compétition. Elle se déroule du 12 avril au 21 novembre 2015. Elle comprend huit manches dont les 24 Heures du Mans.

## Repères de débuts de saison
La saison 2015 marque le grand retour de Nissan en prototype avec un engagement en LMP1 avec la Nissan GT-R LM Nismo.
Les 6 Heures de São Paulo sont remplacés par les 6 Heures du Nürburgring en raison de travaux de modernisations sur l'Autodromo José Carlos Pace.
Désormais, le temps retenu lors des qualifications sera la moyenne du meilleur tour des deux pilotes participant à la séance, alors que l'on retenait jusqu'à présent le temps le plus rapide parmi les deux pilotes.
Également, les catégories LMP1-H et LMP1-L, créées en 2014, sont réunies en une catégorie LMP1.

## Calendrier
| N° | Date         | Course                            | Circuit                           | Lieu          | État, Pays              |
| -- | ------------ | --------------------------------- | --------------------------------- | ------------- | ----------------------- |
| 1  | 12 avril     | 6 Heures de Silverstone           | Circuit de Silverstone            | Silverstone   | Angleterre, Royaume-Uni |
| 2  | 2 mai        | 6 Heures de Spa-Francorchamps     | Circuit de Spa-Francorchamps      | Francorchamps | Belgique                |
| 3  | 13 & 14 juin | 24 Heures du Mans                 | Circuit des 24 Heures             | Le Mans       | France                  |
| 4  | 30 août      | 6 Heures du Nürburgring           | Nürburgring                       | Nürburg       | Allemagne               |
| 5  | 19 septembre | 6 Heures du circuit des Amériques | Circuit des Amériques             | Austin        | Texas, États-Unis       |
| 6  | 11 octobre   | 6 Heures de Fuji                  | Fuji Speedway                     | Oyama         | Japon                   |
| 7  | 1er novembre | 6 Heures de Shanghai              | Circuit international de Shanghai | Shanghai      | Chine                   |
| 8  | 21 novembre  | Bapco 6 Heures de Bahreïn         | Circuit international de Sakhir   | Sakhir        | Bahreïn                 |

## Engagés
| 1         |  | Toyota Racing             | Toyota TS040 Hybrid      | M | Anthony Davidson    | Sébastien Buemi       | Kazuki Nakajima          |
| 2         |  | Toyota Racing             | Toyota TS040 Hybrid      | M | Alexander Wurz      | Stéphane Sarrazin     | Mike Conway              |
| 4         |  | ByKolles Racing           | CLM P1/01-AER            | M | Simon Trummer       | Pierre Kaffer         | Vitantonio Liuzzi        |
| 7         |  | Audi Sport Team Joest     | Audi R18 e-tron quattro  | M | Marcel Fässler      | André Lotterer        | Benoît Tréluyer          |
| 8         |  | Audi Sport Team Joest     | Audi R18 e-tron quattro  | M | Lucas di Grassi     | Loïc Duval            | Oliver Jarvis            |
| 12        |  | Rebellion Racing          | Rebellion R-One-AER      | M | Nicolas Prost       | Nick Heidfeld         | Mathias Beche            |
| 13        |  | Rebellion Racing          | Rebellion R-One-AER      | M | Dominik Kraihamer   | Daniel Abt            | Alexandre Imperatori     |
| 17        |  | Porsche Team              | Porsche 919 Hybrid       | M | Timo Bernhard       | Mark Webber           | Brendon Hartley          |
| 18        |  | Porsche Team              | Porsche 919 Hybrid       | M | Romain Dumas        | Neel Jani             | Marc Lieb                |
| 22        |  | Nissan Motorsports        | Nissan GT-R LM Nismo     | M | Olivier Pla         | Harry Tincknell       | Michael Krumm            |
| 23        |  | Nissan Motorsports        | Nissan GT-R LM Nismo     | M | Marc Gené           | Jann Mardenborough    | Max Chilton              |
| LMP2      |  |                           |                          |   |                     |                       |                          |
| 26        |  | G-Drive Racing            | Ligier JS P2-Nissan      | D | Roman Rusinov       | Sam Bird              | Julien Canal             |
| 28        |  | G-Drive Racing            | Ligier JS P2-Nissan      | D | Gustavo Yacamán     | Ricardo González      | Pipo Derani              |
| 30        |  | Extreme Speed Motorsports | Ligier JS P2-HPD         | D | Scott Sharp         | Ryan Dalziel          | David Heinemeier Hansson |
| 31        |  | Extreme Speed Motorsports | Ligier JS P2-HPD         | D | Ed Brown            | Johannes van Overbeek | Jon Fogarty              |
| 35        |  | OAK Racing                | Ligier JS P2-Nissan      | D | Jacques Nicolet     | Erik Maris            | Jean-Marc Merlin         |
| 36        |  | Signatech Alpine          | Alpine A450b-Nissan      | D | Paul-Loup Chatin    | Nelson Panciatici     | Vincent Capillaire       |
| 39        |  | Team SARD-Morand          | Morgan LMP2-SARD         | D | Christian Klien     | Koki Saga             | Zoël Amberg (en)         |
| 42        |  | Strakka Racing            | Dome S103-Nissan         | D | Nick Leventis       | Jonny Kane            | Danny Watts              |
| 43        |  | Team SARD-Morand          | Morgan LMP2-SARD         | D | Pierre Ragues       | Oliver Webb           | Tristan Vautier          |
| 47        |  | KCMG                      | Oreca 05-Nissan          | D | Matthew Howson      | Richard Bradley       | Nick Tandy               |
| LMGTE Pro |  |                           |                          |   |                     |                       |                          |
| 51        |  | AF Corse                  | Ferrari 458 Italia GT2   | M | Gianmaria Bruni     | Toni Vilander         |                          |
| 71        |  | AF Corse                  | Ferrari 458 Italia GT2   | M | Davide Rigon        | James Calado          |                          |
| 91        |  | Porsche Team Manthey      | Porsche 911 RSR (991)    | M | Richard Lietz       | Michael Christensen   |                          |
| 92        |  | Porsche Team Manthey      | Porsche 911 RSR (991)    | M | Patrick Pilet       | Frédéric Makowiecki   |                          |
| 95        |  | Aston Martin Racing       | Aston Martin Vantage GTE | M | Christoffer Nygaard | Marco Sørensen        | Nicki Thiim              |
| 97        |  | Aston Martin Racing       | Aston Martin Vantage GTE | M | Darren Turner       | Stefan Mücke          |                          |
| 99        |  | Aston Martin Racing       | Aston Martin Vantage GTE | M | Fernando Rees       | Alex MacDowall        | Richie Stanaway          |
| LMGTE Am  |  |                           |                          |   |                     |                       |                          |
| 50        |  | Larbre Compétition        | Chevrolet Corvette C7.R  | M | Gianluca Roda       | Paolo Ruberti         | Kristian Poulsen         |
| 72        |  | SMP Racing                | Ferrari 458 Italia GT2   | M | Andrea Bertolini    | Viktor Shaytar        | Aleksey Basov (en)       |
| 77        |  | Dempsey-Proton Racing     | Porsche 911 RSR (991)    | M | Patrick Dempsey     | Patrick Long          | Marco Seefried           |
| 83        |  | AF Corse                  | Ferrari 458 Italia GT2   | M | François Perrodo    | Emmanuel Collard      | Rui Águas                |
| 88        |  | Abu Dhabi-Proton Racing   | Porsche 911 RSR (991)    | M | Christian Ried      | Khaled Al Qubaisi     | Klaus Bachler            |
| 96        |  | Aston Martin Racing       | Aston Martin Vantage GTE | M | Roald Goethe        | Stuart Hall           | Francesco Castellacci    |
| 98        |  | Aston Martin Racing       | Aston Martin Vantage GTE | M | Paul Dalla Lana     | Pedro Lamy            | Mathias Lauda            |

## Résultats

### Équipes et Pilotes
Les vainqueurs du classement général de chaque manche sont inscrits en caractères gras.
| N° | Course                            | Équipe victorieuse LMP1                       | Équipe victorieuse LMP2                         | Équipe victorieuse GTE Pro                   | Équipe victorieuse GTE Am                          | Résultats |
| N° | Course                            | Pilotes victorieux LMP1                       | Pilotes victorieux LMP2                         | Pilotes victorieux GTE Pro                   | Pilotes victorieux GTE Am                          | Résultats |
| -- | --------------------------------- | --------------------------------------------- | ----------------------------------------------- | -------------------------------------------- | -------------------------------------------------- | --------- |
| 1  | 6 Heures de Silverstone           | No. 7 Audi Sport Team Joest                   | No. 26 G-Drive Racing                           | No. 51 AF Corse                              | No. 98 Aston Martin Racing                         | résultats |
| 1  | 6 Heures de Silverstone           | André Lotterer Marcel Fässler Benoît Tréluyer | Roman Rusinov Sam Bird Julien Canal             | Gianmaria Bruni Toni Vilander                | Paul Dalla Lana Pedro Lamy Mathias Lauda           | résultats |
| 2  | 6 Heures de Spa                   | No. 7 Audi Sport Team Joest                   | No. 28 G-Drive Racing                           | No. 99 Aston Martin Racing                   | No. 98 Aston Martin Racing                         | résultats |
| 2  | 6 Heures de Spa                   | André Lotterer Marcel Fässler Benoît Tréluyer | Gustavo Yacamán Ricardo González Pipo Derani    | Fernando Rees Alex MacDowall Richie Stanaway | Paul Dalla Lana Pedro Lamy Mathias Lauda           | résultats |
| 3  | 24 Heures du Mans                 | No. 19 Porsche Team                           | No. 47 KCMG                                     | No. 71 AF Corse                              | No. 72 SMP Racing                                  | résultats |
| 3  | 24 Heures du Mans                 | Nico Hülkenberg Nick Tandy Earl Bamber        | Matthew Howson Richard Bradley Nicolas Lapierre | Davide Rigon James Calado Olivier Beretta    | Aleksey Basov (en) Viktor Shaytar Andrea Bertolini | résultats |
| 4  | 6 Heures du Nürburgring           | No. 17 Porsche Team                           | No. 47 KCMG                                     | No. 91 Porsche Team Manthey                  | No. 72 SMP Racing                                  | résultats |
| 4  | 6 Heures du Nürburgring           | Timo Bernhard Mark Webber Brendon Hartley     | Matthew Howson Richard Bradley Nick Tandy       | Richard Lietz Michael Christensen            | Viktor Shaytar Aleksey Basov Andrea Bertolini      | résultats |
| 5  | 6 Heures du circuit des Amériques | No. 17 Porsche Team                           | No. 26 G-Drive Racing                           | No. 91 Porsche Team Manthey                  | No. 72 SMP Racing                                  | résultats |
| 5  | 6 Heures du circuit des Amériques | Timo Bernhard Mark Webber Brendon Hartley     | Roman Rusinov Julien Canal Sam Bird             | Richard Lietz Michael Christensen            | Viktor Shaytar Aleksey Basov Andrea Bertolini      | résultats |
| 6  | 6 Heures de Fuji                  | No. 17 Porsche Team                           | No. 26 G-Drive Racing                           | No. 51 AF Corse                              | No. 77 Dempsey-Proton Racing                       | résultats |
| 6  | 6 Heures de Fuji                  | Timo Bernhard Mark Webber Brendon Hartley     | Roman Rusinov Julien Canal Sam Bird             | Gianmaria Bruni Toni Vilander                | Patrick Dempsey Patrick Long Marco Seefried        | résultats |
| 7  | 6 Heures de Shanghai              | No. 17 Porsche Team                           | No. 36 Signatech-Alpine                         | No. 91 Porsche Team Manthey                  | No. 83 AF Corse                                    | résultats |
| 7  | 6 Heures de Shanghai              | Timo Bernhard Mark Webber Brendon Hartley     | Nelson Panciatici Paul-Loup Chatin Tom Dillmann | Richard Lietz Michael Christensen            | François Perrodo Emmanuel Collard Rui Águas        | résultats |
| 8  | 6 Heures de Bahreïn               | No. 18 Porsche Team                           | No. 26 G-Drive Racing                           | No. 92 Porsche Team Manthey                  | No. 98 Aston Martin Racing                         | résultats |
| 8  | 6 Heures de Bahreïn               | Marc Lieb Romain Dumas Neel Jani              | Roman Rusinov Julien Canal Sam Bird             | Frédéric Makowiecki Patrick Pilet            | Paul Dalla Lana Pedro Lamy Mathias Lauda           | résultats |

### Constructeurs
| N° | Course                            | Constructeur victorieux LMP | Constructeur victorieux GT | Résultats |
| -- | --------------------------------- | --------------------------- | -------------------------- | --------- |
| 1  | 6 Heures de Silverstone           | Audi                        | Ferrari                    | résultats |
| 2  | 6 Heures de Spa                   | Audi                        | Aston Martin               | résultats |
| 3  | 24 Heures du Mans                 | Porsche                     | Ferrari                    | résultats |
| 4  | 6 Heures du Nürburgring           | Porsche                     | Porsche                    | résultats |
| 5  | 6 Heures du circuit des Amériques | Porsche                     | Porsche                    | résultats |
| 6  | 6 Heures de Fuji                  | Porsche                     | Ferrari                    | résultats |
| 7  | 6 Heures de Shanghai              | Porsche                     | Porsche                    | résultats |
| 7  | 6 Heures de Bahreïn               | Porsche                     | Porsche                    | résultats |

- : Champion 2014

## Classement saison 2015

### Attribution des points
| Système des points | Système des points | Système des points | Système des points | Système des points | Système des points | Système des points | Système des points | Système des points | Système des points | Système des points | Système des points |
| Position           | 1er                | 2e                 | 3e                 | 4e                 | 5e                 | 6e                 | 7e                 | 8e                 | 9e                 | 10e                | Au-delà            |
| ------------------ | ------------------ | ------------------ | ------------------ | ------------------ | ------------------ | ------------------ | ------------------ | ------------------ | ------------------ | ------------------ | ------------------ |
| Points             | 25                 | 18                 | 15                 | 12                 | 10                 | 8                  | 6                  | 4                  | 2                  | 1                  | 0.5                |

Les points sont doublés lors des 24 heures du Mans. 1 point est délivré aux pilotes et teams obtenant la pole position dans chaque catégorie. Pour marquer des points, il faut parcourir au minimum 3 tours sous drapeau vert et accomplir au moins 70 % de la distance parcourue par le vainqueur.

### Classement pilotes
Cette saison, 5 titres sont délivrés aux pilotes. Le Championnat du monde est disputé uniquement par les pilotes de la catégorie LMP1. Les pilotes appartenant à la catégorie LMGTE Pro se disputent quant à eux une Coupe du monde. Également, 3 Trophées Endurance FIA sont attribués aux pilotes appartenant aux catégories LMP1-Teams privés, LMP2 et LMGTE Am.

#### Championnat du monde d'endurance FIA— Pilotes
| Pos. | Voiture            | Équipe                | SIL | SPA | LMS | NÜR | CDA | FUJ | SHA | BHR | Total points |
| ---- | ------------------ | --------------------- | --- | --- | --- | --- | --- | --- | --- | --- | ------------ |
| 1    | Timo Bernhard      | Porsche Team          | Ret | 3   | 2   | 1   | 1   | 1   | 1   | 5   | 166          |
| 1    | Mark Webber        | Porsche Team          | Ret | 3   | 2   | 1   | 1   | 1   | 1   | 5   | 166          |
| 1    | Brendon Hartley    | Porsche Team          | Ret | 3   | 2   | 1   | 1   | 1   | 1   | 5   | 166          |
| 2    | André Lotterer     | Audi Sport Team Joest | 1   | 1   | 3   | 3   | 2   | 3   | 3   | 2   | 161          |
| 2    | Marcel Fässler     | Audi Sport Team Joest | 1   | 1   | 3   | 3   | 2   | 3   | 3   | 2   | 161          |
| 2    | Benoît Tréluyer    | Audi Sport Team Joest | 1   | 1   | 3   | 3   | 2   | 3   | 3   | 2   | 161          |
| 3    | Marc Lieb          | Porsche Team          | 2   | 2   | 5   | 2   | 12  | 2   | 2   | 1   | 138.5        |
| 3    | Romain Dumas       | Porsche Team          | 2   | 2   | 5   | 2   | 12  | 2   | 2   | 1   | 138.5        |
| 3    | Neel Jani          | Porsche Team          | 2   | 2   | 5   | 2   | 12  | 2   | 2   | 1   | 138.5        |
| 4    | Loïc Duval         | Audi Sport Team Joest | 5   | 7   | 4   | 4   | 3   | 4   | 4   | 6   | 99           |
| 4    | Lucas di Grassi    | Audi Sport Team Joest | 5   | 7   | 4   | 4   | 3   | 4   | 4   | 6   | 99           |
| 4    | Oliver Jarvis      | Audi Sport Team Joest | 5   | 7   | 4   | 4   | 3   | 4   | 4   | 6   | 99           |
| 5    | Anthony Davidson   | Toyota Racing         | 3   | 8   | 8   | 5   | 4   | 5   | 6   | 4   | 79           |
| 5    | Sébastien Buemi    | Toyota Racing         | 3   | 8   | 8   | 5   | 4   | 5   | 6   | 4   | 79           |
| 6    | Alexander Wurz     | Toyota Racing         | 4   | 5   | 6   | 6   | Ret | 6   | 5   | 3   | 79           |
| 6    | Mike Conway        | Toyota Racing         | 4   | 5   | 6   | 6   | Ret | 6   | 5   | 3   | 79           |
| 6    | Stéphane Sarrazin  | Toyota Racing         | 4   | 5   | 6   | 6   | Ret | 6   | 5   | 3   | 79           |
| 7    | Kazuki Nakajima    | Toyota Racing         | 3   | WD  | 8   | 5   | 4   | 5   | 6   | 4   | 75           |
| 8    | Nick Tandy         | KCMG                  | 9   |     |     | 7   |     | Ret | 11  | 8   | 70.5         |
| 8    | Nick Tandy         | Porsche Team          |     | 6   | 1   |     |     |     |     |     | 70.5         |
| 9    | Earl Bamber        | Porsche Team          |     | 6   | 1   |     |     |     |     |     | 58           |
| 9    | Nico Hülkenberg    | Porsche Team          |     | 6   | 1   |     |     |     |     |     | 58           |
| 10   | Roman Rusinov      | G-Drive Racing        | 6   | 17  | 10  | 8   | 5   | 9   | 10  | 7   | 33.5         |
| 10   | Julien Canal       | G-Drive Racing        | 6   | 17  | 10  | 8   | 5   | 9   | 10  | 7   | 33.5         |
| 10   | Sam Bird           | G-Drive Racing        | 6   | 17  | 10  | 8   | 5   | 9   | 10  | 7   | 33.5         |
| 11   | Matthew Howson     | KCMG                  | 9   | 11  | 9   | 7   | 6   | Ret | 11  | 8   | 25           |
| 11   | Richard Bradley    | KCMG                  | 9   | 11  | 9   | 7   | 6   | Ret | 11  | 8   | 25           |
| 12   | Filipe Albuquerque | Audi Sport Team Joest |     | 4   | 7   |     |     |     |     |     | 24           |
| 12   | Marco Bonanomi     | Audi Sport Team Joest |     | 4   | 7   |     |     |     |     |     | 24           |
| 12   | René Rast          | Audi Sport Team Joest |     | 4   | 7   |     |     |     |     |     | 24           |
| Pos. | Pilote             | Équipe                | SIL | SPA | LMS | NÜR | CDA | FUJ | SHA | BHR | Total points |

| Couleur | Résultat                     |
| ------- | ---------------------------- |
| Or      | Vainqueur                    |
| Argent  | 2e place                     |
| Bronze  | 3e place                     |
| Vert    | Terminé, dans les points     |
| Bleu    | Terminé, pas dans les points |
| Violet  | Abandon (Ab.) ou (Ret)       |
| Violet  | Non classé (NC)              |
| Rouge   | Pas qualifié (DNQ)           |
| Noir    | Disqualifié (DSQ)            |
| Blanc   | Pas au départ (DNS)          |
| Blanc   | Forfait (WD)                 |
| Blanc   | N'a pas participé (DNP)      |
| Blanc   | Blessé (INJ)                 |
| Blanc   | Exclu (EX)                   |
| Blanc   | Course annulée (C)           |

#### Coupe du monde d'endurance FIA pour pilotes GT
| Pos. | Pilote              | Équipe               | SIL | SPA | LMS | NÜR | CDA | FUJ | SHA | BHR | Total points |
| ---- | ------------------- | -------------------- | --- | --- | --- | --- | --- | --- | --- | --- | ------------ |
| 1    | Richard Lietz       | Porsche Team Manthey | 2   | 2   | 7   | 1   | 1   | 4   | 1   | 5   | 145          |
| 2    | Gianmaria Bruni     | AF Corse             | 1   | 4   | 4   | 14  | 7   | 1   | 2   | 2   | 131.5        |
| 2    | Toni Vilander       | AF Corse             | 1   | 4   | 4   | 14  | 7   | 1   | 2   | 2   | 131.5        |
| 3    | Michael Christensen | Porsche Team Manthey | 2   |     | 7   | 1   | 1   | 4   | 1   | 5   | 127          |
| 4    | Davide Rigon        | AF Corse             | 3   | 7   | 2   | 3   | 3   | 3   | 4   | 6   | 123          |
| 4    | James Calado        | AF Corse             | 3   | 7   | 2   | 3   | 3   | 3   | 4   | 6   | 123          |
| 5    | Frédéric Makowiecki | Porsche Team Manthey | 7   | 2   | Ret | 2   | 2   | 2   | 3   | 1   | 118          |
| 6    | Patrick Pilet       | Porsche Team Manthey | 7   |     | Ret | 2   | 2   | 2   | 3   | 1   | 100          |
| 7    | Fernando Rees       | Aston Martin Racing  | 6   | 1   | 9   | 5   | 4   | 7   | 5   | 7   | 84           |
| 7    | Alex MacDowall      | Aston Martin Racing  | 6   | 1   | 9   | 5   | 4   | 7   | 5   | 7   | 84           |
| 8    | Christoffer Nygaard | Aston Martin Racing  | 4   | 6   | 6   | 4   | 5   | 5   |     | 4   | 81           |
| 8    | Marco Sørensen      | Aston Martin Racing  | 4   | 6   | 6   | 4   | 5   | 5   |     | 4   | 81           |
| 9    | Richie Stanaway     | Aston Martin Racing  | 6   | 1   | 9   | 5   | 4   |     | 5   | 7   | 78           |
| 10   | Darren Turner       | Aston Martin Racing  | 5   | 5   | Ret | 6   | 6   | 6   | 6   | 3   | 67           |
| 11   | Aleksey Basov       | SMP Racing           | 10  | 10  | 1   | 7   | 8   | 13  | 9   | 12  | 65           |
| 11   | Viktor Shaytar      | SMP Racing           | 10  | 10  | 1   | 7   | 8   | 13  | 9   | 12  | 65           |
| 11   | Andrea Bertolini    | SMP Racing           | 10  | 10  | 1   | 7   | 8   | 13  | 9   | 12  | 65           |
| 12   | Jonathan Adam       | Aston Martin Racing  |     |     |     | 6   | 6   | 6   | 6   | 3   | 47           |
| Pos. | Pilote              | Équipe               | SIL | SPA | LMS | NÜR | CDA | FUJ | SHA | BHR | Total points |

#### Trophée Pilotes Équipes privés LMP1
| Pos. | Pilote               | Équipe           | SIL | SPA | LMS | NÜR | CDA | FUJ | SHA | BHR | Total points |
| ---- | -------------------- | ---------------- | --- | --- | --- | --- | --- | --- | --- | --- | ------------ |
| 1    | Nicolas Prost        | Rebellion Racing |     |     | 2   | 2   | 3   | 1   | 1   | 3   | 134          |
| 1    | Mathias Beche        | Rebellion Racing |     |     | 2   | 2   | 3   | 1   | 1   | 3   | 134          |
| 2    | Alexandre Imperatori | Rebellion Racing |     |     | 1   | Ret | 2   | 3   | Ret | 1   | 108          |
| 2    | Dominik Kraihamer    | Rebellion Racing |     |     | 1   | Ret | 2   | 3   | Ret | 1   | 108          |
| 3    | Simon Trummer        | Team ByKolles    | Ret | Ret | EX  | 1   | 1   | 2   | 2   | 2   | 104          |
| 3    | Pierre Kaffer        | Team ByKolles    |     |     | EX  | 1   | 1   | 2   | 2   | 2   | 104          |
| 3    | Daniel Abt           | Rebellion Racing |     |     | 1   | Ret | 2   | 3   |     |     | 83           |
| 4    | Nick Heidfeld        | Rebellion Racing |     |     | 2   | 2   | 3   |     |     |     | 69           |
| 5    | Mathéo Tuscher       | Rebellion Racing |     |     |     |     |     |     | Ret | 1   | 25           |

#### Trophée Endurance FIA pour les pilotes LMP2
| Pos. | Pilote            | Équipe           | SIL | SPA | LMS | NÜR | CDA | FUJ | SHA | BHR | Total points |
| ---- | ----------------- | ---------------- | --- | --- | --- | --- | --- | --- | --- | --- | ------------ |
| 1    | Roman Rusinov     | G-Drive Racing   | 1   | 9   | 2   | 2   | 1   | 1   | 2   | 1   | 178          |
| 1    | Julien Canal      | G-Drive Racing   | 1   | 9   | 2   | 2   | 1   | 1   | 2   | 1   | 178          |
| 1    | Sam Bird          | G-Drive Racing   | 1   | 9   | 2   | 2   | 1   | 1   | 2   | 1   | 178          |
| 2    | Matthew Howson    | KCMG             | 4   | 3   | 1   | 1   | 2   | Ret | 3   | 2   | 155          |
| 2    | Richard Bradley   | KCMG             | 4   | 3   | 1   | 1   | 2   | Ret | 3   | 2   | 155          |
| 3    | Gustavo Yacamán   | G-Drive Racing   | 2   | 1   | 3   | 3   | 3   | 3   | Ret | 3   | 134          |
| 3    | Ricardo González  | G-Drive Racing   | 2   | 1   | 3   | 3   | 3   | 3   | Ret | 3   | 134          |
| 3    | Pipo Derani       | G-Drive Racing   | 2   | 1   | 3   | 3   | 3   | 3   | Ret | 3   | 134          |
| 4    | Nelson Panciatici | Signatech Alpine | Ret | 4   | Ret | 5   | 6   | 2   | 1   | 4   | 86           |
| 4    | Paul-Loup Chatin  | Signatech Alpine | Ret | 4   | Ret | 5   | 6   | 2   | 1   | 4   | 86           |
| 5    | Nicolas Lapierre  | KCMG             |     | 3   | 1   |     | 2   |     |     |     | 84           |
| 6    | Nick Tandy        | KCMG             | 4   |     |     | 1   |     | Ret | 3   | 2   | 71           |
| 7    | Oliver Webb       | Team SARD-Morand |     | 2   | Ret | 4   | 5   | 5   | 4   | 6   | 70           |
| 7    | Pierre Ragues     | Team SARD-Morand |     | 2   | Ret | 4   | 5   | 5   | 4   | 6   | 70           |

#### Trophée Endurance FIA pour les pilotes LMGTE Am
| Pos. | Pilote                | Équipe                  | SIL | SPA | LMS | NÜR | CDA | FUJ | SHA | BHR | Total points |
| ---- | --------------------- | ----------------------- | --- | --- | --- | --- | --- | --- | --- | --- | ------------ |
| 1    | Viktor Shaytar        | SMP Racing              | 3   | 3   | 1   | 1   | 1   | 6   | 3   | 5   | 165          |
| 1    | Aleksey Basov         | SMP Racing              | 3   | 3   | 1   | 1   | 1   | 6   | 3   | 5   | 165          |
| 1    | Andrea Bertolini      | SMP Racing              | 3   | 3   | 1   | 1   | 1   | 6   | 3   | 5   | 165          |
| 2    | François Perrodo      | AF Corse                | 2   | 2   | 3   | 3   | 3   | 3   | 1   | 4   | 148          |
| 2    | Emmanuel Collard      | AF Corse                | 2   | 2   | 3   | 3   | 3   | 3   | 1   | 4   | 148          |
| 3    | Paul Dalla Lana       | Aston Martin Racing     | 1   | 1   | NC  | 2   | 5   | 2   | 2   | 1   | 144          |
| 3    | Pedro Lamy            | Aston Martin Racing     | 1   | 1   | NC  | 2   | 5   | 2   | 2   | 1   | 144          |
| 3    | Mathias Lauda         | Aston Martin Racing     | 1   | 1   | NC  | 2   | 5   | 2   | 2   | 1   | 144          |
| 4    | Rui Águas             | AF Corse                | 2   | 2   | 3   | 3   | 3   | 3   | 1   |     | 136          |
| 5    | Patrick Long          | Dempsey Racing-Proton   | 6   | 5   | 2   | 4   | 4   | 1   | 4   | 3   | 131          |
| 5    | Marco Seefried        | Dempsey Racing-Proton   | 6   | 5   | 2   | 4   | 4   | 1   | 4   | 3   | 131          |
| 6    | Patrick Dempsey       | Dempsey Racing-Proton   | 6   | 5   | 2   | 4   | 4   | 1   | 4   |     | 116          |
| 7    | Khaled Al Qubaisi     | Abu Dhabi-Proton Racing | 5   | 4   | Ret | 6   | 2   | 5   | 7   | 2   | 82           |
| 8    | Christian Ried        | Abu Dhabi-Proton Racing | 5   | 4   | Ret | 6   | 2   | 5   | 7   |     | 79           |
| 8    | Christian Ried        | Dempsey Racing-Proton   |     |     |     |     |     |     |     | 3   | 79           |
| 9    | Stuart Hall           | Aston Martin Racing     | 4   | 6   | Ret | 7   | 6   | 7   | 6   | 7   | 54           |
| 9    | Francesco Castellacci | Aston Martin Racing     | 4   | 6   | Ret | 7   | 6   | 7   | 6   | 7   | 54           |

### Championnat des Constructeurs
2 championnats constructeurs distincts sont présents dans ce championnat. L'un est destiné aux Sport-prototypes alors que l'autre est réservé aux voitures Grand tourisme. Le Championnat du Monde des Constructeurs est destiné seulement aux constructeurs engagés en LMP1, et les points proviennent seulement du meilleur score enregistré par le constructeur lors de chaque manche. Concernant le barème des points, chaque constructeur cumule les points obtenus par ses 2 meilleures voitures et cela lors de chaque manche.

#### Championnat du monde d'endurance FIA— Constructeurs
| Pos. | Constructeur | SIL | SPA | LMS | NÜR | CDA | FUJ | SHA | BHR | Total points |
| ---- | ------------ | --- | --- | --- | --- | --- | --- | --- | --- | ------------ |
| 1    | Porsche      | 2   | 2   | 1   | 1   | 1   | 1   | 1   | 1   | 344          |
| 1    | Porsche      | Ret | 3   | 2   | 2   | 5   | 2   | 2   | 5   | 344          |
| 2    | Audi         | 1   | 1   | 3   | 3   | 2   | 3   | 3   | 2   | 264          |
| 2    | Audi         | 5   | 5   | 4   | 4   | 3   | 4   | 4   | 6   | 264          |
| 3    | Toyota       | 3   | 4   | 6   | 5   | 4   | 5   | 5   | 3   | 164          |
| 3    | Toyota       | 4   | 6   | 8   | 6   | Ret | 6   | 6   | 4   | 164          |
| –    | Nissan       |     |     | NC  |     |     |     |     |     | –            |
| –    | Nissan       | Ret |     |     |     |     |     |     |     | –            |

#### Coupe du Monde d'Endurance FIA pour les Constructeurs GT
| Pos. | Constructeur | SIL | SPA | LMS | NÜR | CDA | FUJ | SHA | BHR | Total points |
| ---- | ------------ | --- | --- | --- | --- | --- | --- | --- | --- | ------------ |
| 1    | Porsche      | 2   | 2   | 3   | 1   | 1   | 2   | 1   | 1   | 290          |
| 1    | Porsche      | 7   | 3   | 7   | 2   | 2   | 4   | 3   | 5   | 290          |
| 2    | Ferrari      | 1   | 4   | 1   | 3   | 3   | 1   | 2   | 2   | 286          |
| 2    | Ferrari      | 3   | 7   | 2   | 7   | 7   | 3   | 4   | 6   | 286          |
| 3    | Aston Martin | 4   | 1   | 6   | 4   | 4   | 5   | 5   | 3   | 192          |
| 3    | Aston Martin | 5   | 5   | 8   | 5   | 5   | 6   | 6   | 4   | 192          |

### Championnat des Équipes
Toutes les équipes des 4 catégories de ce championnat sont représentées pour le Trophée Endurance FIA, sachant que chaque voiture marque ses propres points.

#### Trophée Endurance FIA pour les Équipes privés LMP1
Le Trophée Endurance FIA pour les Teams privés LMP1 est ouvert seulement pour les équipes privées concourant dans la catégorie LMP1 sans constructeur associé.
| Pos. | Voiture | Team             | SIL | SPA | LMS | NÜR | CDA | FUJ | SHA | BHR | Total points |
| ---- | ------- | ---------------- | --- | --- | --- | --- | --- | --- | --- | --- | ------------ |
| 1    | 12      | Rebellion Racing |     |     | 2   | 2   | 3   | 1   | 1   | 3   | 134          |
| 2    | 13      | Rebellion Racing |     |     | 1   | Ret | 2   | 3   | Ret | 1   | 108          |
| 3    | 4       | Team ByKolles    | Ret | Ret | EX  | 1   | 1   | 2   | 2   | 2   | 104          |

#### Trophée Endurance FIA pour les Équipes de LMP2
| Pos. | Voiture | Team                      | SIL | SPA | LMS | NÜR | CDA | FUJ | SHA | BHR | Total points |
| ---- | ------- | ------------------------- | --- | --- | --- | --- | --- | --- | --- | --- | ------------ |
| 1    | 26      | G-Drive Racing            | 1   | 9   | 2   | 2   | 1   | 1   | 2   | 1   | 178          |
| 2    | 47      | KCMG                      | 4   | 3   | 1   | 1   | 2   | Ret | 3   | 2   | 155          |
| 3    | 28      | G-Drive Racing            | 2   | 1   | 3   | 3   | 3   | 3   | Ret | 3   | 134          |
| 4    | 36      | Signatech Alpine          | Ret | 4   | Ret | 5   | 6   | 2   | 1   | 4   | 86           |
| 5    | 43      | Team SARD-Morand          |     | 2   | Ret | 4   | 5   | 5   | 4   | 6   | 70           |
| 6    | 42      | Strakka Racing            | 3   | 5   | Ret | 5   | 7   | 6   | 6   | 5   | 63           |
| 7    | 30      | Extreme Speed Motorsports | EX  | 8   | 5   | 6   | 4   | 4   | Ret | 7   | 62           |
| 8    | 31      | Extreme Speed Motorsports | 6   | 7   | 4   | 7   | Ret | 7   | 5   | 8   | 62           |
| 9    | 35      | OAK Racing                | 5   | 6   | 6   |     |     |     |     |     | 34           |

#### Trophée Endurance FIA pour les Équipes de LMGTE Pro
| Pos. | Voiture | Team                 | SIL | SPA | LMS | NÜR | CDA | FUJ | SHA | BHR | Total points |
| ---- | ------- | -------------------- | --- | --- | --- | --- | --- | --- | --- | --- | ------------ |
| 1    | 91      | Porsche Team Manthey | 2   | 3   | 4   | 1   | 1   | 4   | 1   | 5   | 154          |
| 2    | 51      | AF Corse             | 1   | 4   | 2   | 7   | 7   | 1   | 2   | 2   | 149          |
| 3    | 71      | AF Corse             | 3   | 7   | 1   | 3   | 3   | 3   | 4   | 6   | 137          |
| 4    | 92      | Porsche Team Manthey | 7   | 2   | Ret | 2   | 2   | 2   | 3   | 1   | 118          |
| 4    | 99      | Aston Martin Racing  | 6   | 1   | 5   | 5   | 4   | 7   | 5   | 7   | 100          |
| 6    | 95      | Aston Martin Racing  | 4   | 6   | 3   | 4   | 5   | 5   |     | 4   | 95           |
| 7    | 97      | Aston Martin Racing  | 5   | 5   | Ret | 6   | 6   | 6   | 6   | 3   | 67           |

#### Trophée Endurance FIA pour les Équipes de LMGTE Am
| Pos. | Voiture | Team                    | SIL | SPA | LMS | NÜR | CDA | FUJ | SHA | BHR | Total points |
| ---- | ------- | ----------------------- | --- | --- | --- | --- | --- | --- | --- | --- | ------------ |
| 1    | 72      | SMP Racing              | 3   | 3   | 1   | 1   | 1   | 6   | 3   | 5   | 165          |
| 2    | 83      | AF Corse                | 2   | 2   | 3   | 3   | 3   | 3   | 1   | 4   | 148          |
| 3    | 98      | Aston Martin Racing     | 1   | 1   | NC  | 2   | 5   | 2   | 2   | 1   | 144          |
| 4    | 77      | Dempsey Racing-Proton   | 6   | 5   | 2   | 4   | 4   | 1   | 4   | 3   | 131          |
| 5    | 88      | Abu Dhabi-Proton Racing | 5   | 4   | Ret | 6   | 2   | 5   | 7   | 2   | 82           |
| 6    | 96      | Aston Martin Racing     | 4   | 6   | Ret | 7   | 6   | 7   | 6   | 7   | 54           |
| 7    | 50      | Larbre Compétition      | 7   | Ret | Ret | 5   | 7   | 4   | 5   | 6   | 52           |